# Magna Steyr
Magna Steyr AG & Co KG — австрійська компанія-виробник автомобілів і автомобільних комплектуючих, розташована в Граці. Є дочірнім підприємством Magna International з Канади і раніше входила в конгломерат Steyr-Daimler-Puch, з якого вийшла в 2001 році.
Інженери компанії Magna Steyr розробляють і збирають автомобілі для багатьох інших компаній світу на контрактній основі (тому Magna Steyr не є автомобільною маркою). Потужність підприємства по збірці автомобілів досягає 200 000 одиниць в рік. Magna Steyr має безліч виробничих потужностей у багатьох країнах світу, але основний завод знаходиться в місті Грац, Австрія.
Компанія брала і продовжує брати участь в розробці повнопривідної системи 4MATIC, автомобілів Mercedes-Benz G-класу, BMW X3 і BMW 5, Aston Martin Rapide, Audi TT, Fiat Bravo, Peugeot RCZ та інших.